# Takuya Wakasugi
Takuya Wakasugi (født 24. november 1993) er en japansk fodboldspiller.
Han har spillet for flere forskellige klubber i sin karriere, herunder Roasso Kumamoto.